# Amphoe Pathum Rat
Amphoe Pathum Rat (Thai: อำเภอ ปทุมรัตต์) ist ein Landkreis (Amphoe – Verwaltungs-Distrikt) im Südwesten der Provinz Roi Et. Die Provinz Roi Et liegt in der Nordostregion von Thailand, dem so genannten Isan.

## Geographie
Amphoe Pathum Rat grenzt an die folgenden Landkreise (von Osten im Uhrzeigersinn): an Amphoe Kaset Wisai in der Provinz Roi Et, sowie an die Amphoe Phayakkhaphum Phisai, Na Dun und Wapi Pathum der Provinz Maha Sarakham.

## Geschichte
Pathum Rat wurde am 15. Juni 1963 zunächst als „Zweigkreis“ (King Amphoe)  eingerichtet, indem die drei Tambon Bua Daeng, Phon Sung und Non Sawan vom Amphoe Kaset Wisai abgetrennt wurden.
Am 27. Juli 1965 wurde er zum Amphoe heraufgestuft.

## Verwaltungseinheiten

### Provinzverwaltung
Der Landkreis Pathum Rat ist in acht Tambon („Unterbezirke“ oder „Gemeinden“) eingeteilt, die sich weiter in 101 Muban („Dörfer“) unterteilen.
| Nr. | Name       | Thai     | Muban | Einw. |
| --- | ---------- | -------- | ----- | ----- |
| 01. | Bua Daeng  | บัวแดง    | 12    | 8.023 |
| 02. | Dok Lam    | ดอกล้ำ    | 15    | 7.883 |
| 03. | Nong Khaen | หนองแคน  | 14    | 7.737 |
| 04. | Phon Sung  | โพนสูง    | 09    | 4.991 |
| 05. | Non Sawan  | โนนสวรรค์ | 16    | 6.873 |
| 06. | Sa Bua     | สระบัว    | 17    | 7.877 |
| 07. | Non Sa-nga | โนนสง่า   | 10    | 5.538 |
| 08. | Khilek     | ขี้เหล็ก    | 08    | 4.749 |

### Lokalverwaltung
Es gibt drei Kommunen mit „Kleinstadt“-Status (Thesaban Tambon) im Landkreis:
- Phon Sung (Thai: เทศบาลตำบลโพนสูง) bestehend aus dem kompletten Tambon Phon Sung.
- Non Sawan (Thai: เทศบาลตำบลโนนสวรรค์) bestehend aus dem kompletten Tambon Non Sawan.
- Pathum Rat (Thai: เทศบาลตำบลปทุมรัตต์) bestehend aus den Teilen der Tambon Bua Daeng, Non Sa-nga.

Außerdem gibt es sechs „Tambon-Verwaltungsorganisationen“ (องค์การบริหารส่วนตำบล – Tambon Administrative Organizations, TAO):
- Bua Daeng (Thai: องค์การบริหารส่วนตำบลบัวแดง) bestehend aus Teilen des Tambon Bua Daeng.
- Dok Lam (Thai: องค์การบริหารส่วนตำบลดอกล้ำ) bestehend aus dem kompletten Tambon Dok Lam.
- Nong Khaen (Thai: องค์การบริหารส่วนตำบลหนองแคน) bestehend aus dem kompletten Tambon Nong Khaen.
- Sa Bua (Thai: องค์การบริหารส่วนตำบลสระบัว) bestehend aus dem kompletten Tambon Sa Bua.
- Non Sa-nga (Thai: องค์การบริหารส่วนตำบลโนนสง่า) bestehend aus Teilen des Tambon Non Sa-nga.
- Khilek (Thai: องค์การบริหารส่วนตำบลขี้เหล็ก) bestehend aus dem kompletten Tambon Khilek.